# Ruxandra Sireteanu (actriță)
Ruxandra Nicoleta Sireteanu (n. 20 decembrie 1943, Craiova – d. 18 februarie 2014) a fost o importantă actriță română.
A debutat la vârsta de 9 ani pe scena Teatrului Național din București, cu rolul Maia din „Platon Krecet”, în regia lui Alexandru Finți.
A susținut multe recitaluri de poezie atât în România cât și în Suedia (Malmö și Göteborg) și Grecia (Atena și Salonic). În anul 1968 a primit o bursă de două luni la Paris, la „Maison des jeunes”, condusă de Jean-Louis Barrault și Tania Balachova.
În perioada 1992–1995 a fost profesoară la Facultatea de Teatru a Universității Hyperion din București.
Din 1996 a făcut dublaje la filmele de desene animate, Studiourile „AGER FILM”. Între 1998–1999, dublaj la serialul de televiziune „Suflet de femeie.”

## Biografie
Ruxandra Nicoleta 
Sireteanu s-a născut la Craiova, pe data de 20 decembrie 1943 și a debutat la vârsta de 9 ani pe scena Teatrului Național din București, cu rolul Maia din „Platon Krecet”, în regia lui Alexandru Finți. După absolvirea Liceului „Sf. Sava” din București, în 1961, a intrat la IATC Universitatea Națională de Artă Teatrală și Cinematografică „Ion Luca Caragiale” din București, la clasa profesorului Ion Finteșteanu, lector Sanda Manu. În 1965, la examenul de absolvire, a jucat rolurile Tofana din „Patima Roșie” de Mihail Sorbul și Fata, Iubita, Nevasta din „Omul care s-a transformat în câine” de O. Dragun, regia Andrei Șerban.
Între anii 1965–1969, Ruxandra Sireteanu a fost angajată la Teatrul Național Marin Sorescu Craiova. Pe scena Naționalului craiovean a interpretat: Catarina din „Femeia îndărătnică” de William Shakespeare, regia Miron Niculescu; Dorina din „Tartuffe” de Moličre, regia Miron Niculescu; Șura din „ Egor Bulîciov” de Maxim Gorki, regia Petre Sava Băleanu; Elena din „Suflete tari” de  Camil Petrescu, regia Geta Tomescu.
Între 1971–1972 Ruxandra Sireteanu a fost angajată la Teatrul de Stat din Oradea, unde a jucat rolurile Nina Zarecinaia din „Pescărușul” de Cehov (regia Alexandru Colpacci) și Maria din „Omul care ...” de Horia Lovinescu.
Din anul 1972, este angajată a Teatrului Nottara din București. Timp de 36 de ani petrecuți pe scena acestui teatru, actrița Ruxandra Sireteanu a întruchipat o serie lungă de personaje, printre care: Jennifer din „ Adio Charlie” de G. Alexod, regia George Rafael (1972); Ghizi din „Familia Tott” de Orkeny, regia Val Paraschiv (1977); Nina din „N-am încredere în bărbați” de Anatoli Sofronov, regia Dan Micu (1975); Senia din „Calandria” de D. Babiena (1982); Agripina din „5 romane de amor” de Teodor Mazilu, regia George Rafael (1978); Veta din „O noapte furtunoasă” de I. L. Caragiale, regia Dan Micu (1986); Doamna Vintilă din „Jocul de-a vacanța” de Mihail Sebastian, regia Alexandru Dabija (1984); Charlotta din „ Livada de vișini” de A. P. Cehov, regia Dominic Dembinschi (1987); și Pin din „Taifun” de Ca O Yu, regia Alexandru  Dabija (1988); Margareta din „ Simeyașul” de Gherman, regia Horațiu Mălăele (1990); Elena Sergheevna din „Șantaj” de Ludmila Ruzumovskaia, regia D. Dembinschi (1992); Frosina din „Avarul”  de Moličre, regia Mircea Cornișteanu (1994); Doamna Pearce și Doamna Higgins din „Misterele Londrei”, muzical după „Pygmalion” de G. B. Shaw, regia D. Dembinschi (1995); Fiokla din „Căsătoria” de Gogol, regia Gavriil Pinte (1998); Nanny din „Nanny” de Fenwik, regia Tom Ferriter (1999); Judy din „Moștenirea lui Cadâr”, muzical de Eugen Rotaru, regia Tania Filip (1999; Teatrul Nottara a făcut un turneu cu acest spectacol în SUA și Canada, în 2001); Dragna, Boiana și Olivera în „Larry Thomson” de Kovacevici (2001); Mama din „Minciuna din mine” de Sam Sheppard, regia Ada Lupu (2002); Tița din „Prăpăstiile Bucureștilor” de Matei Millo, regia Ada Lupu (2003); Chiriachița din „Titanic Vals” de Tudor Mușatescu, regia Dinu Cernescu (2003); Crapart din „Jocul dragostei și al morții” de Romain Rolland, regia Lucian Giurchescu (2003); Raisa Pavlova și Ulita din „Pădurea” de A. N. Ostrovski, regia Tudor Mărăscu (2005); Eileen din  „Billy Șchiopul” de Martin McDonagh, regia Vlad Masacci (2005); Nina Ivanovna din piesa „Un pensionar fatal” de Al. Galin, regia Tudor Țepeneag (2008).
Roluri la Teatrul „George Ciprian” din Buzău: Luiza din „Fierarii” de M. Nicolici, regia Răzvan Săvescu (2000); Lady Bracknell din „Ce înseamnă să fii onest” de Oscar Wilde, regia Răzvan Dincă.

## Filmografie
- Cursa (1975)
- Ediție specială (1978)
- Septembrie (1978)
- Între oglinzi paralele (1979)
- Imposibila iubire (1984)
- [Eroii nu au varsta]]1984
- O lumină la etajul zece (1984)
- Divorț... din dragoste (1992)
- Dragoste și apă caldă (1993)
- Crucea de piatră (1994)
- Această lehamite (1994)
- Terente, regele bălților (1995)
- Aici nu mai locuiește nimeni (film TV, 1995)
- Niki Ardelean, colonel în rezervă (2003)
- Păcală se întoarce (2006)
- Iubire elenă (2012)

## Dublaj
- Dna. Cap de Cartof -  Toy Story (Povestea Jucăriilor)
- Tanana - Brother Bear (Fratele Urs)
- Vrăjitoarea -  Albă-ca-Zăpada și cei șapte pitici